# Shanghai Knights
Shanghai Knights is een Amerikaanse actiefilm, uitgebracht in 2003. Hierin spelen Jackie Chan en Owen Wilson een duo dat de strijd aangaat met Lord Nelson Rathbone, die verantwoordelijk is voor de dood van de vader van Chon Wong (Jackie Chan). Shanghai Knights is het vervolg op Shanghai Noon uit 2000. Die film speelde zich af in het Wilde Westen.
De verhaallijn werd geschreven door Alfred Gough en Jeff Millar. Bewerking van de film werd uitgevoerd door Malcom Campbell. De kledingverzorging was in handen van Anna Sheppard.

## Verhaal
De Verboden Stad, 1888. Chon Wangs vader, met wie hij geen contact meer had, wordt vermoord door Chinese Boksers onder leiding van Lord Nelson Rathbone (Aidan Gillen). Wanneer Chon Wang en Roy O'Bannon (Jackie Chan en Owen Wilson) dit te weten komen reizen ze naar Londen om wraak te nemen op Rathbone. Lin (Fann Wong), de zus van Chon heeft dezelfde bedoelingen, en ontdekt een wereldwijd complot om de koninklijke familie te vermoorden, maar niemand wil haar geloven. Natuurlijk belanden ze in Londen in heel wat situaties waar normale mensen liever niet zouden willen zitten maar dankzij de vechtkunsten van Chon Wang en de hulp van een vriendelijke politieagent en een 10 jaar oud straatjochie redden ze zich overal uit.

## Rolverdeling
| Acteur        | Personage            |
| ------------- | -------------------- |
| Jackie Chan   | Chon Wang            |
| Owen Wilson   | Roy O'Bannon         |
| Fann Wong     | Chon Lin             |
| Aaron Johnson | Charlie Chaplin      |
| Aidan Gillen  | Lord Nelson Rathbone |
| Donnie Yen    | Wu Chow              |
| Tom Fisher    | Artie Doyle          |